# Gelbblättriger Ritterling
Der ungenießbare Gelbblättrige Ritterling (Tricholoma fulvum, syn. Tricholoma flavobrunneum) ist eine Pilzart aus der Familie der Ritterlingsverwandten (Tricholomataceae). Der Ritterling hat einen gelb- bis rotbraunen, schmierig-glänzenden bis matten Hut, gelbliche Lamellen und mehr oder weniger gelbliches Fleisch, das einen mehligen Geruch und Geschmack hat. Der ringlose Stiel wird im Alter hohl. Die Fruchtkörper erscheinen von September bis November typischerweise bei Birken, weshalb der Ritterling in Großbritannien auch den Namen „Birch Knight“ (Birkenritter) trägt.

## Merkmale

### Makroskopische Merkmale
Der Hut ist 4–10 cm breit, jung gewölbt, aber schon bald ausgebreitet und im Alter in der Mitte niedergedrückt. Er kann einen schwach ausgebildeten Buckel haben. Die Oberfläche ist glatt, dunkel rotbraun bis gelbbraun und in der Mitte oft dunkler gefärbt. Der Rand ist oft mehr gelblich braun gefärbt. Die Huthaut ist abziehbar und bei Feuchtigkeit schleimig bis schmierig und glänzend. Trocken ist sie mehr oder weniger matt, fein eingewachsen radial-faserig und unter der Lupe netzartig gefasert. Der Hutrand ist meist mehr oder weniger breit gerippt.
Die gedrängt stehenden, ziemlich breiten Lamellen sind abgerundet oder ausgebuchtet am Stiel angewachsen. Sie sind jung blass-gelb gefärbt und werden später oft rostfleckig und können im Alter ganz rostbraun gefärbt sein. Besonders die glatten Schneiden sind bräunlich gefleckt oder gänzlich braun gerandet. Das Sporenpulver ist weiß.
Der mehr oder weniger zylindrische Stiel ist 5–13 cm hoch und 0,7–2 cm breit. Bisweilen kann er etwas bauchig sein und eine spindelig-wurzelnde Basis haben. Er ist ähnlich gelb-bräunlich gefärbt wie der Hut und zeigt eine dunklere Längsfaserung. Auch der jung volle Stiel ist anfangs schmierig und wird im Alter hohl. Das Fleisch ist fest und im Hut weißlich bis blassgelb, im Stiel deutlicher gelb gefärbt. Es riecht mehlig und schmeckt mehlartig bis bitterlich.

### Mikroskopische Merkmale
Die breitelliptischen Sporen sind 5–7 µm lang und 4–5 µm breit.

## Artabgrenzung
Sein jung schmierig glänzender Hut, seine blassgelben Lamellen und das mehlig riechende und schmeckende, mehr oder weniger gelbliche Fleisch, sowie sein Vorkommen bei Birken machen diesen Ritterling zu einer gut erkennbaren Art. Nur der Blassfleischige Fichten-Ritterling (Tricholoma pseudonictitans) ist sehr ähnlich. Er wächst bei Fichten und hat einen stets glatten, ungerippten Hutrand. Außerdem sollen seine Lamellen weniger gelblich sein. Allerdings wird der Blassfleischige Fichten-Trichterling neuerdings mit dem Gelbblättrigen Ritterling synonymisiert.
Ebenfalls recht ähnlich kann der Weißbraune Ritterling (Tricholoma albobrunneum) sein. Er hat aber weiße Lamellen und weißes, rötendes Fleisch, das ziemlich bitter wird. Der Weißbraune Ritterling wächst unter Kiefern.

## Ökologie
Der Gelbblättrige Ritterling kommt in und außerhalb von Wäldern bei Birken vor. Die Fruchtkörper erscheinen einzeln oder gesellig sowie in Reihen oder meist unvollständigen Ringen von Ende August bis Anfang November. Der Ritterling bevorzugt feuchte bis mäßig trockene, sowie wechselfeuchte Böden, die mehr oder weniger sauer und nährstoffarm sind und sandig oder lehmig sein können. Man findet den Ritterling gleichermaßen auf Braunerden, Podsole, Gleye und Pseudogleye und auf Flug- und Schwemmsanden. Er wächst aber auch auf Zwischen- und Hochmoortorf. Der möglicherweise synonyme Fichten-Ritterling (Tricholoma pseudonictitans) wächst auch auf neutralen und basigeren Böden bei Fichten.

## Verbreitung

Europäische Länder mit Fundnachweisen des Gelbblättrigen Ritterlings.
Legende:
grün = Länder mit Fundmeldungen
cremeweiß = Länder ohne Nachweise
hellgrau = keine Daten
dunkelgrau = außereuropäische Länder.

Der Ritterling ist über die ganze Nordhalbkugel verbreitet. Er kommt in Nordamerika, Nordasien (Sibirien, Kamtschatka und Japan) und Europa vor und wurde auch in Nordafrika nachgewiesen. Allerdings bilden die nordamerikanischen Vertreter möglicherweise eine eigenständige Art. Während die europäischen Vertreter dieser Art eng mit Birken vergesellschaftet sind, wachsen die nordamerikanischen Vertreter bei verschiedenen Laubbäumen. Der Ritterling ist in ganz Europa weit verbreitet und zumindest in Nord-, West- und Mitteleuropa häufig bis ziemlich häufig. Sein Verbreitungsgebiet reicht vom Mittelmeerraum bis ins boreale und subarktische Fennoskandinavien. In Norwegen kann man ihn bis zum 70. Breitengrad finden.

## Systematik
Augustin Pyramus de Candolle hat den Gelbblättrigen Ritterlings 1805 unter dem Namen "Agaricus fulvus" beschrieben und obgleich es nicht die älteste, wissenschaftliche Beschreibung des Ritterlings ist, wurde dieser Name durch E. M. Fries Saktionierung zum Basionym. Obwohl der schwedische Naturforscher Anders Jahan Retzius bereits 1769 einen Pilz unter dem gleichen Namen beschrieben hatte (worauf Fries in seinem saktionierenden Werk "Systema mycologicum" (1821) ausdrücklich hinweist), ist der Name von de Candolle durch die Saktionierung weiterhin gültig. Nach Fries Meinung handelt es sich bei Retzius Agaricus fulvus um einen anderen als den von ihm gemeinten Pilz. In seiner Beschreibung verweist Fries auch auf drei Abbildungen des Ritterlings, die Tafel 555 Fig. 2 und 574 Fig. 1 in Pierre Bulliards Werk "Herbier de la France" (1792) und die Tafel 62 Jacob Christian Schäffers Werk "Fungorum qui in Bavaria et Palatinatu". Er bezeichnet sie allerdings als "incertus", also unsicher. Da Bulliard bereits den Namen "Agaricus fulvus" verwendete, wird er von einigen Autoren anstelle von de Candolle als Erstautor genannt. 1909 stellten René Bigeard und Henri Guillemin den Ritterling in die Gattung Tricholoma und gaben ihn damit seinen heute gebräuchlichen wissenschaftlichen Namen.
Fries hatte den Gelbblättrigen Ritterling bereits 1818 als Agaricus flavobrunneus beschrieben. Unter diesem Namen stellte ihn Paul Kummer 1871 als Tricholoma flavobrunneum (Fr.) P. Kummer in die Gattung Tricholoma.
Viele Autoren sehen auch Agaricus nictitans Fr. beziehungsweise Tricholoma nictitans (Fr.) Gillet als Synonyme an. Auch der sehr ähnliche Fichten-Ritterling Tricholoma pseudonictitans (Fr.) Bon wird heute von vielen Autoren als Synonym angesehen. Weitere weniger gebräuchliche taxonomische Synonyme sind: Gyrophila fulva (Fr.) Quél., Gyrophila acerba var. nictitans (Fr.) Quél. und Gyrophila nictitans (Fr.) Quél. Sofern die nordamerikanische Art "Callistosporium marginatum" (Peck) H.E. Bigelow ebenfalls synonym ist, wie einige Autoren glauben, kommen noch dessen Homonyme Clitocybe marginata (Peck) Peck (1902) und Monodelphus marginatus (Peck) Murrill (1915) hinzu.

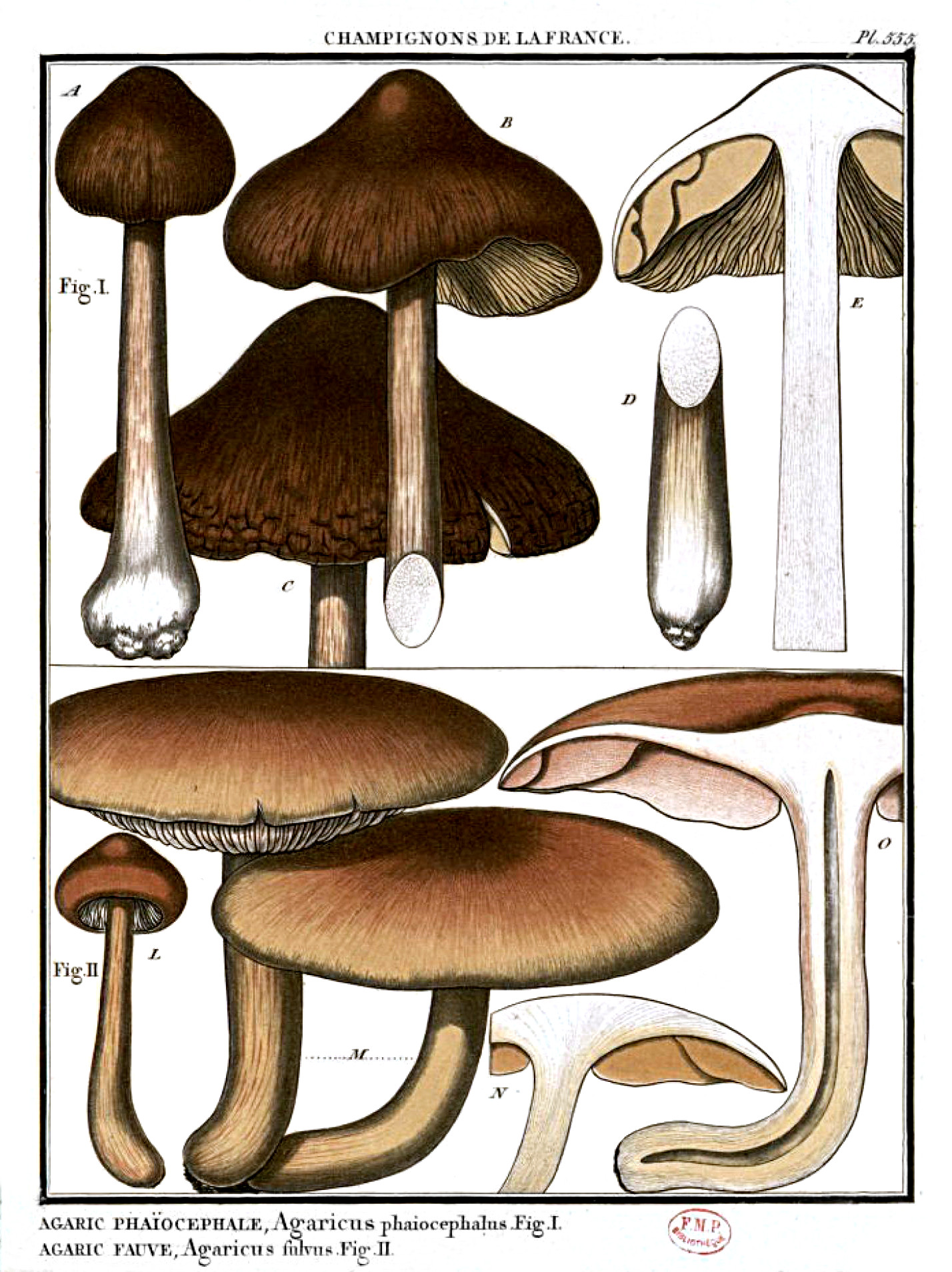
Pierre Bulliard: Herbier de la France; Vol.: VII. Pl. 555. (Fig. 2 zeigt Agaricus fulvus)
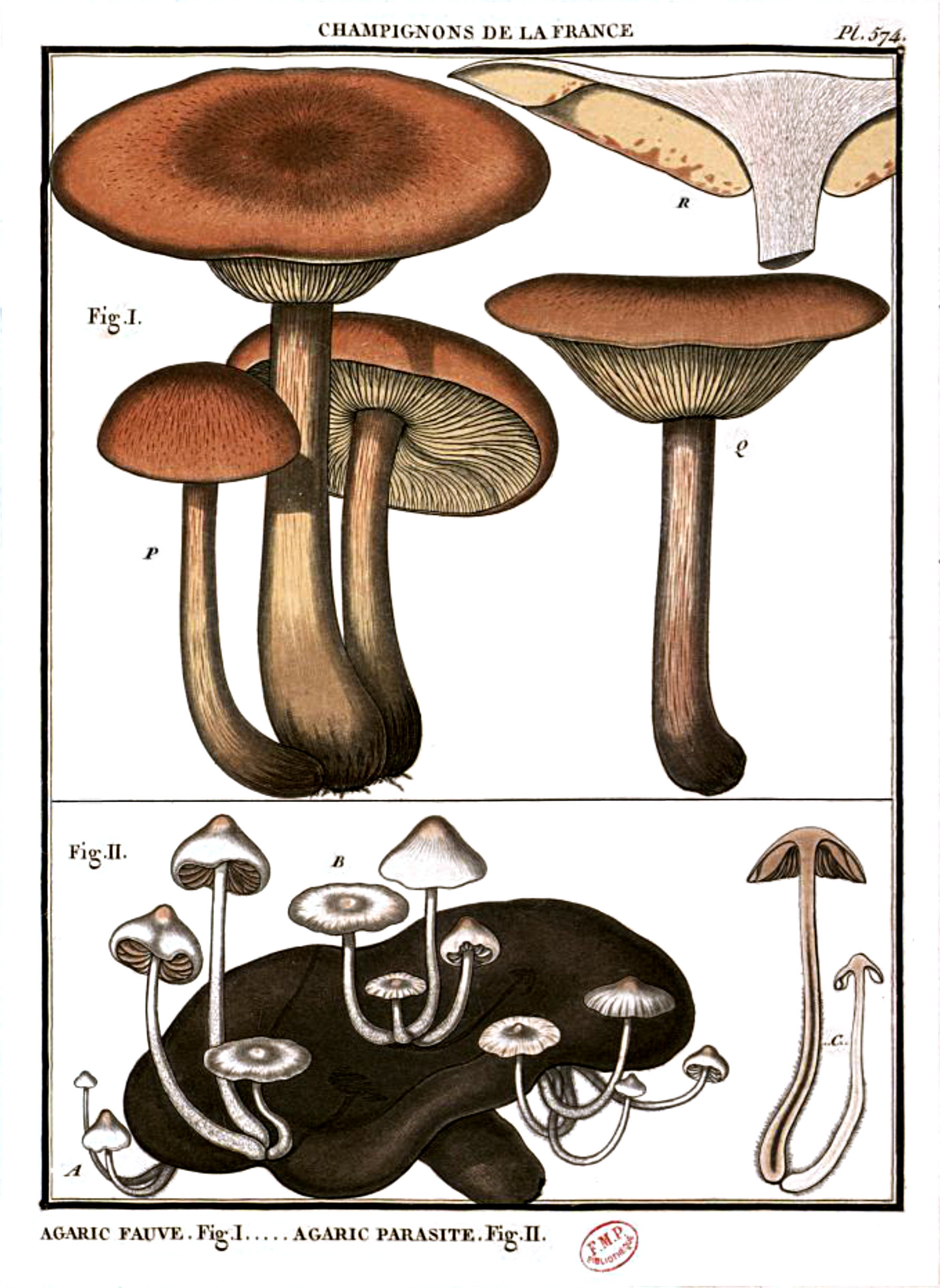
Pierre Bulliard: Herbier de la France; Vol.: VII. Pl. 574. (Fig. 1 zeigt Agaricus fulvus)
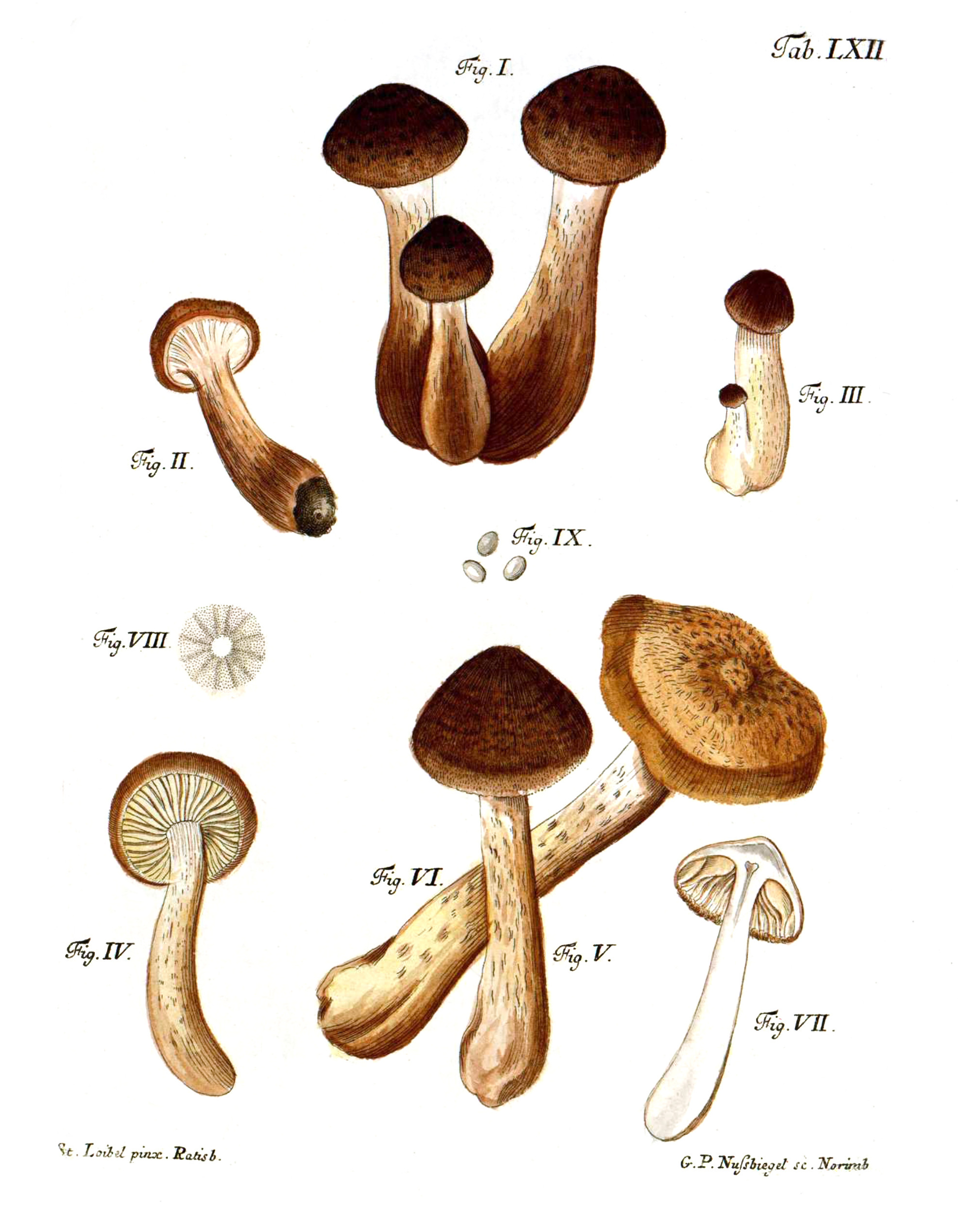
Tafel 62 in J.C.Schaeffers in Fungorum qui in Bavaria et Palatinatu

## Etymologie
Der Gattungsname Tricholoma leitet sich von den beiden griechischen Wörtern θρίξ (Gen. τριχός) und λῶμα ab. Tricha ist das Haar und Loma der Saum eines Kleides oder Gewandes. Dies ist wohl eine Anspielung auf den bei manchen Ritterlingen säumig behaarten Hutrand. Das lateinische Epitheton "fulvum" bedeutet gelbbraun oder bräunlich.

## Bedeutung
Der Ritterling gilt als ungenießbar oder sogar leicht giftig. In größeren Mengen genossen soll er Verdauungsbeschwerden hervorrufen. Manche Autoren bezeichnen ihn aber auch als essbar (wenn auch minderwertig), wenn man ihn zuvor lange genug erhitzt hat. In Norwegen hingegen soll er als Speisepilz durchaus geschätzt sein.